# 蓮生寺 (厚木市)

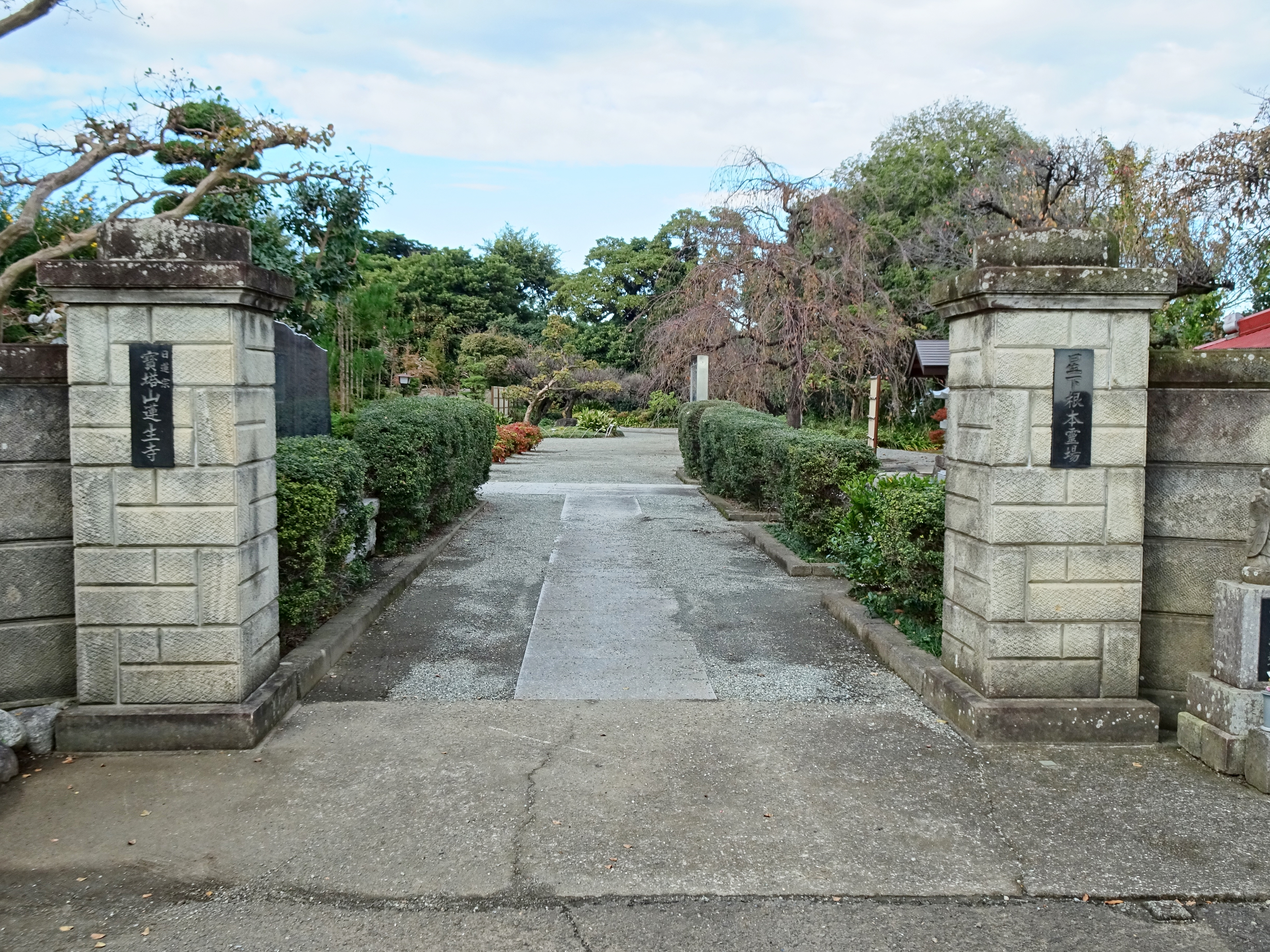
蓮生寺山門

蓮生寺（れんしょうじ）は、神奈川県厚木市にある日蓮宗の寺院。山号は宝塔山。本尊は一塔両尊四菩薩。星下りとも称される。旧本山は中山法華経寺。達師法縁。

## 歴史
度々火災にあって古記録等を失っているため、この寺の創建年代については不詳であるが、日永の開基により日蓮が開山となって創建されたと伝えられる。

## 墓所
- 小幡景憲（武田氏の家臣で、江戸幕府では旗本となっている。：1572年～1663年）